# Grad Lemberg (Lengenburg)
Grad Lemberg (nemško Lengenburg) je stal v naselju Lemberg pri Šmarju v občini Šmarje pri Jelšah.

## Zgodovina
Prva posredna omemba gradu je iz leta 1138, ko je krška škofija podelila v fevd zemljiško gospostvo in deželno sodišče Gebhardu z gradu Lemberg, ki bi naj bil pravzaprav svobodni gospod Gebhard I. Savinjski, katerega potomci so se imenovali Žovneški gospodje. Skoraj sto let kasneje  nosita dva brata Žovneška tudi predikat "de Lengenburch" in sicer leta 1222 in 1228 Konrad, leta 1224 pa Liutpolt von Lengenburc. Tega leta sta Leopold in njegov brat Konrad I. Žovneški ali Der von Sounegge sodelovala na znamenitem viteškem turnirju v Brežah na Koroškem. Prva neposredna omemba gradu sega v leto 1251, kot Lengenburch, leta 1275 kot castrum Lengenburch in nato leta 1370 kot haws Lengenburch.
Žovneški so v drugi polovici 13. stoletja grad in gospostvo alodizirali. Na gradu so bili številni gradiščani  ali kastelani Žovneških oziroma vitezi vazali Žovneških svobodnih gospodov. Prvič zasledimo lemberškega viteza Popela leta 1251, na Lembergu sta živela še njegova brata  (1260-1262), in njun sorodnik vitez Ortolf. Nekateri so se občasno pojavljali tudi na Žovneku. Zadnja žovneška gospa na Lembergu je bila vdova Ulrika I., grofica Ana iz Sternberga, ki je tam prebivala leta 1275. V 14. stoletju so gradiščani na Lembergu vitezi iz Rogatca, po imenu sta znana Uzman in Mert   (med 1297 in 1303), prvega so Žovneški kupili leta 1301 z gradom Rogatec. Sinovi Mert in Ulrik ter braslovški župnik ter kasnejši gornjegrajski opat Janez pa so prvič omenjeni leta 1324. Takrat so namreč prodali svoje Žovneške fevde okoli  Rogatca, imeli so tudi svoj pečat. Mert Rogaško-Lemberški si je pridobil krška gradova Prežin in Rifnik in umrl leta 1344.
Leta 1341 so Žovneški pridobili grofovski naziv Celjski grofje na posest ali gospostvo Lemberg. "Celjsko grofijo" je leta 1372 preoblikoval cesar Karl IV., ko jo je povečal za staro alodialno jedro okoli Žovneka in je tako Lemberg prenehal služiti kot matično gospostvo Celjskih grofov. Na gradu Lemberg so Žovneški pogosto prebivali, predvsem od začetka 13. stoletja do sredine druge polovice tega stoletja. Po izumrtju Celjskih leta 1456 je postal grad in gospostvo last Habsburžanov oziroma deželnih knezov, ki so gospoščino od leta 1479 združili in upravljali z Zbelovega, v Lembergu pa je bil le eden od uradov tega gospostva. Najemnik združenega gospostva je bil leta 1493 Sebastian  Minndorfer.  Nekateri viri omenjajo, da je bil grad na cesarjevo povelje razvaljen med letoma 1482 in 1487 zaradi ogrskih vpadov. Kasneje grad ni bil več obnovljen.
Danes je od gradu ohranjen samo še kamniti kapitel, ki je shranjen v muzeju na rotovžu. Na terenu pa najdemo sledove grajske zasnove, jarek in sledove okopov. Sedanja podružnična cerkev sv. Pankracija z romanskim jedrom, je bila najbrž grajska kapela. Po ljudskem izročilu naj bi bilo okoli Lemberga 7 gradov.